# Герб комуни Ломма
Герб комуни Ломма (швед. Lomma kommunvapen) — символ шведської адміністративно-територіальної одиниці місцевого самоврядування комуни Ломма. 

## Історія
Герб торговельного містечка (чепінга) Ломма було розроблено і прийнято 1960 року. У 1974 році після адміністративно-територіальної реформи цей герб перереєстрували для комуни Ломма, сформованої в нових межах.

## Опис (блазон)
У червоному полі над відділеною зубчасто золотою мурованою основою такий же якір.

## Зміст
Якір вказує на місцевий порт і розташування комуни на березі моря. Мурована основа символізує цегельню, засновану тут ще в XVII ст.